# Coefficiente di variazione
Il coefficiente di variazione o deviazione standard relativa, indicato con {\displaystyle \sigma ^{*},} è un indice di dispersione che permette di confrontare misure di fenomeni riferite a unità di misura differenti, in quanto si tratta di una grandezza adimensionale (cioè non riferita ad alcuna unità di misura). È un indice della precisione di una misura.

## Definizione
Sia {\displaystyle \mu } la media aritmetica di un carattere quantitativo {\displaystyle X} di una popolazione e {\displaystyle \sigma } la sua deviazione standard. Se {\displaystyle \mu \neq 0,} allora il coefficiente di variazione è:
{\displaystyle \sigma ^{*}={\frac {\sigma }{|\mu |}}.}
Per una popolazione con un numero finito {\displaystyle n} di esemplari normalizzati {\displaystyle x_{i}^{*}={\frac {x_{i}}{|\mu |}},} con {\displaystyle i=1,\ldots ,n,} il coefficiente di variazione è dato da:
{\displaystyle \sigma ^{*}={\sqrt {{1 \over n}{\sum _{i=1}^{n}\left({x_{i}^{*}}-1\right)^{2}}}}.}
Il coefficiente di variazione permette di valutare la dispersione dei valori attorno alla media indipendentemente dall'unità di misura. Ad esempio, la deviazione standard di un campione di redditi espressi in lire è completamente diversa della deviazione standard degli stessi redditi espressi in euro, mentre il coefficiente di variazione è lo stesso in entrambi i casi.
L'utilizzo del coefficiente di variazione è problematico in presenza contemporanea di valori positivi e negativi, o qualora il valore "zero" sia fissato sulla base di convenzioni sostanzialmente arbitrarie, come avviene nelle scale di misurazione della temperatura Celsius e Fahrenheit.